# Wahlkreis Nordoulu
Der Wahlkreis Nordoulu war von 1907 bis 1936 einer von 16 finnischen Wahlkreisen für die Wahlen zum finnischen Parlament. Bei den Parlamentswahlen stehen jedem Wahlkreis orientiert an der Einwohnerzahl eine bestimmte Anzahl von Mandaten im Parlament zu, dem Wahlkreis Nordoulu standen 1907 bis 1916 6 Sitze zu, 1917 bis 1924 7 Sitze, 1927 bis 1933 8 Sitze und 1936 9 Sitze. Ab der Wahl 1939 wurde der Wahlkreis Nordoulu aufgeteilt, ein größerer nördlicher Teil kam zum Wahlkreis Lappland, der Süden wurde mit dem Wahlkreis Südoulu zum Wahlkreis Oulu zusammengefasst.